# Ouest (département d'Haïti)
Pour les articles homonymes, voir Ouest (homonymie).
Le département de l'Ouest (créole haïtien : Lwès) est l'un des dix départements d'Haïti. Sa superficie est de 4 983 km2 et on estimait sa population à 3 664 620 habitants (recensement par estimation de 2009). La capitale nationale, Port-au-Prince en est le chef-lieu.

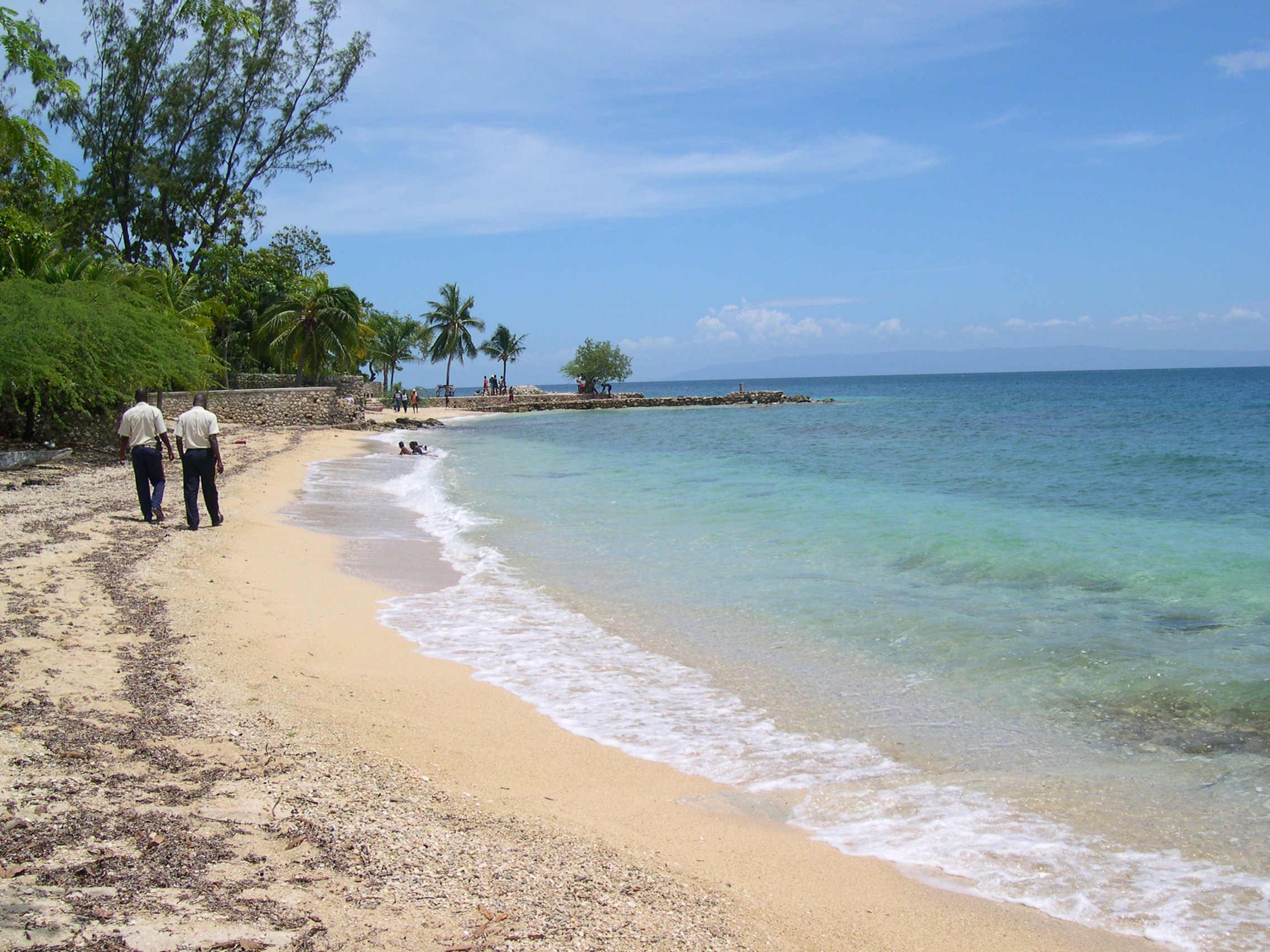
Taïno Beach, Grand-Goâve

## Géographie
L'essentiel du territoire départemental se trouve dans la moitié méridionale d'Haïti et s'étale du golfe de la Gonâve à l'ouest, avec la grande île de La Gonâve en son milieu, jusqu'à la frontière avec la République dominicaine à l'est. Cette position géographique fait de celui-ci une région de passage terrestre obligée entre les cinq départements septentrionaux du pays et les quatre départements méridionaux.

Sa partie orientale est dominée la plaine du Cul-de-Sac, qui s'étend de la Baie de Port-au-Prince, autour de laquelle est située la zone métropolitaine de la capitale haïtienne, à la frontière dominicaine en deçà de laquelle se trouve l'étang Saumâtre, qui occupe toute la largeur de la plaine, laquelle est également parcourue par plusieurs cours d'eau, dont la rivière Blanche et la rivière Grise.

Au nord, la plaine du Cul-de-Sac est bordée par la chaîne des Matheux et celle du Trou d'Eau, qu'elle partage avec les départements de l'Artibonite et du Centre.

Au sud-est de la plaine, la chaîne de la Selle, la sépare du département du Sud avec lequel elle partage aussi la partie orientale de la Péninsule de Tiburon au sud-ouest, le département de Nippes lui étant également contigu dans cette zone.

## Démographie
Avec plus de 3 millions d'habitants, le département de l'Ouest est de loin le plus peuplé des dix départements haïtiens (le second, l'Artibonite, est deux fois moins peuplé que lui), et engrange à lui seul, le tiers de la population du pays.

Les deux tiers des habitants du département se regroupent au sein de l'aire métropolitaine de Port-au-Prince dont les banlieues s'accroissent rapidement, faisant des faubourgs de Delmas, Pétion-Ville ou Carrefour, parmi les plus grandes villes du pays.

## Divisions administratives
Le département de l'Ouest est divisé en 5 arrondissements et 20 communes :
- Arrondissement d'Arcahaie (2 communes) :
  1. Arcahaie
  2. Cabaret
- Arrondissement de Croix-des-Bouquets (5 communes) :
  1. Croix-des-Bouquets
  2. Ganthier
  3. Thomazeau
  4. Cornillon
  5. Fonds-Verrettes
- Arrondissement de La Gonâve (2 communes) :
  1. Anse-à-Galets
  2. Pointe-à-Raquette
- Arrondissement de Léogâne (3 communes) :
  1. Léogâne
  2. Petit-Goâve
  3. Grand-Goâve
- Arrondissement de Port-au-Prince (8 communes) :
  1. Port-au-Prince
  2. Carrefour
  3. Delmas
  4. Pétion-Ville
  5. Kenscoff
  6. Cité Soleil
  7. Gressier
  8. Tabarre